# Triptyque romain. Méditations
Triptyque romain. Méditations est un poème de Jean-Paul II, publiés par la librairie éditrice vaticane avec la présentation du cardinal Joseph Ratzinger (futur Benoît XVI). L'inauguration officielle de la version italienne du Trittico romano. Meditazioni (traduit par Grażyna Miller) a eu lieu le 6 mars 2003 dans la Sala Stampa Vaticana en présence de l'auteur.